# Jannowitzbrücke
Die Jannowitzbrücke ist eine die Spree überspannende Brücke in Berlin-Mitte. Die erste Jannowitzbrücke wurde 1822 mithilfe einer von dem Berliner Baumwollfabrikanten Christian August Jannowitz gegründeten Brückenbau-Aktiengesellschaft errichtet. An ihrer Stelle stand zunächst eine hölzerne Jochbrücke. Von 1881 bis 1930 war es eine Eisenfachwerkbrücke. Zwischen 1930 und 1932 wurde eine neue Fachwerkbogen-Brücke gebaut. Die neue Konstruktion wurde im Zweiten Weltkrieg gesprengt, um den Vormarsch der Roten Armee der Sowjetunion gegen Ende der Schlacht um Berlin zu behindern. 1954 wurde die bestehende vierte Jannowitzbrücke in der DDR fertiggestellt. Sie befindet sich direkt an der Berliner Stadtbahn und bildet die westliche Grenze des Areals des Investorenprojektes Mediaspree, das sich im Osten bis zur Elsenbrücke erstreckt. Den Namen „Jannowitzbrücke“ erhielt die Brücke am 8. Mai 1825.

## Brücke

### Lage

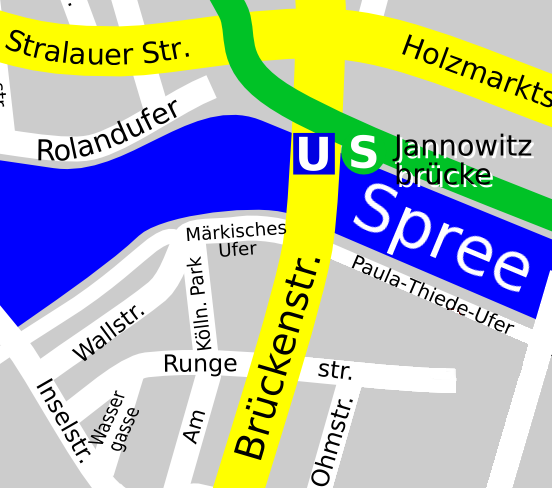
Lage der Jannowitzbrücke

Die Brücke verbindet die Stadtteile Luisenstadt und Stralauer Viertel im Ortsteil Mitte des gleichnamigen Bezirks. Sie verbindet die Brückenstraße am Südufer mit der Alexanderstraße am Nordufer. Die nächste Brücke spreeaufwärts in Richtung Osten ist die Michaelbrücke, in Richtung Westen die Mühlendammbrücke. Vor ihrem Abriss 1950 verband spreeab die Waisenbrücke als nächste die Littenstraße (vormals: Friedrichstraße) mit dem Märkischen Platz (heute: Am Köllnischen Park). Die U-Bahn-Linie U8 kreuzt unterhalb der Jannowitzbrücke die Spree. Westlich der Brücke unterquert ein ungenutzter U-Bahn-Verbindungstunnel zwischen U2 und U8 von der Littenstraße zur Brückenstraße die Spree. Die Kreuzung der Holzmarkt-/Alexanderstraße im Norden liegt bei 35,7 m ü. NHN, der Südrand der Brücke (Brückenstraße/Märkisches Ufer) auf 37,2 Meter.

### Geschichte
Nach vielen Diskussionen und Anregungen gründete der Baumwollfabrikant Christian August Jannowitz 1821 eine Aktiengesellschaft, deren Statut am 14. Februar 1822 von König Friedrich Wilhelm III. genehmigt wurde und die die Mittel für eine geplante Brücke über die Spree aufbrachte (28.000 Taler). Bereits am 29. September des gleichen Jahres wurde das Bauwerk fertiggestellt. Jeder, der diese Jochbrücke überqueren wollte, musste eine Maut von sechs Pfennig an den Fabrikanten bezahlen, sie war damit eine von mehreren namenlosen „Sechserbrücken“ in Berlin. Mit diesem Sechser bekam Jannowitz einen Teil seiner Investition wieder zurück. Den Namen „Jannowitzbrücke“ schlug Jannowitz in einem Schreiben vom 20. Februar 1823 zum ersten Mal vor. Er berief sich darauf, dass er der Hauptunternehmer sei, sich mit seinem Privatvermögen für die Verbindlichkeiten der Brückengesellschaft verpflichtet habe und bereits die Ebertsbrücke den Namen ihres Erbauers erhalten hatte. Der König genehmigte diesen Namen am 28. November 1824. Der neue Name wurde am 8. Mai 1825 im Amtsblatt veröffentlicht. Im Jahr 1831 kaufte der preußische Staat die Brücke den Aktionären ab, die Maut wurde noch bis 1840 erhoben.

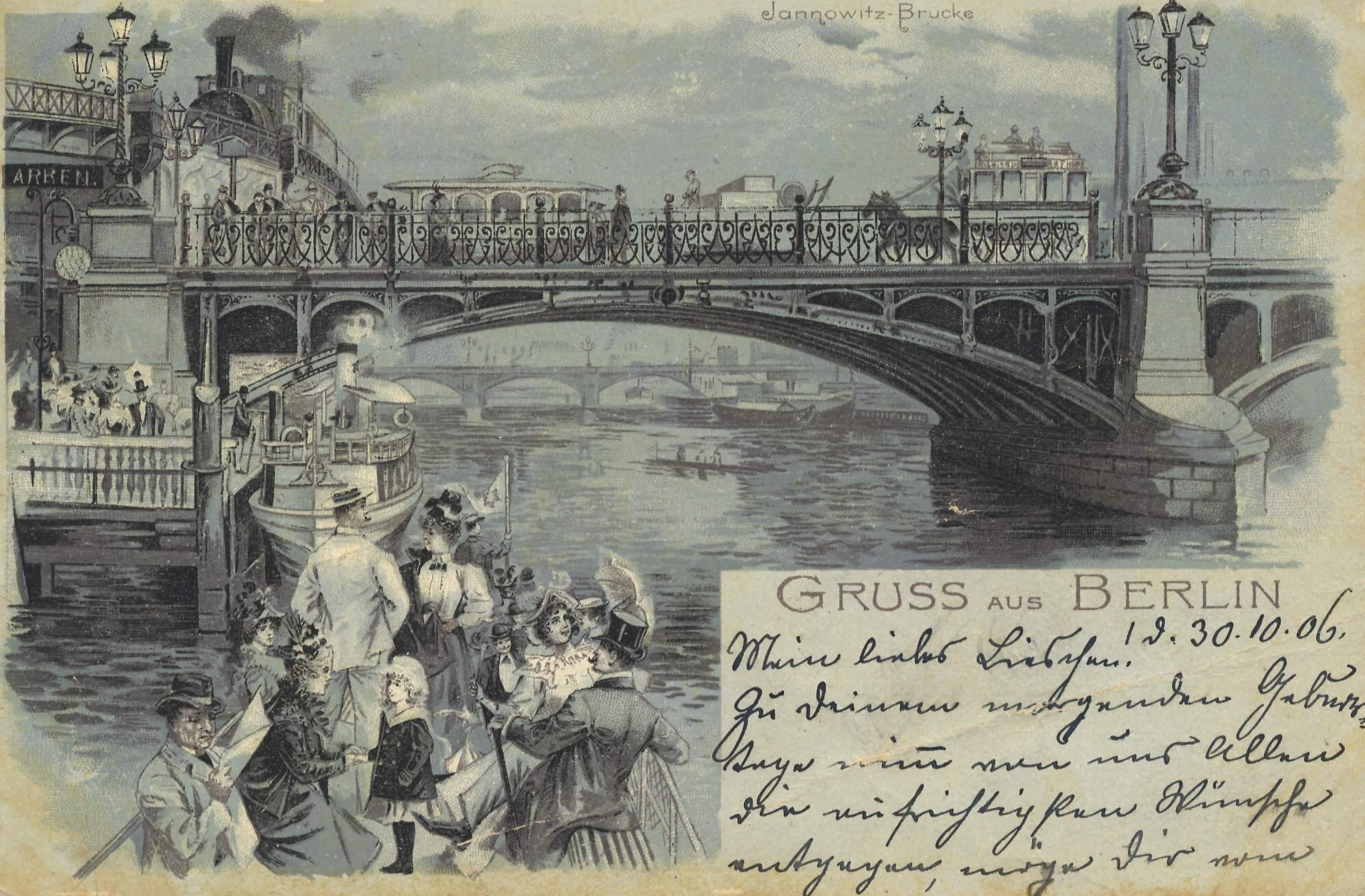
Nördlicher Teil der Jannowitzbrücke, 1883

Da der Verkehr stetig zunahm und die Lebensdauer der Holzbrücke ihrem Ende zuging, legte die Stadt Berlin ein „Brückenbauprogramm“ auf. So entstand in den Jahren 1881 bis 1883 eine neue, 17 Meter breite und 83 Meter lange dreibogige Eisenfachwerkbrücke an der gleichen Stelle. Sie behielt den Namen Jannowitzbrücke. Neben zwei Fahrbahnen für Kutschen erhielt sie zwei Schienenpaare für die Pferdestraßenbahn. Die Pfeiler und Widerlager waren aus Klinkern gemauert und mit Harzer Granit verblendet. Auf die im gleichen Zeitraum gebaute, parallel zum Spreeufer verlaufende Stadtbahn musste die neue Brücke in Lage und Konstruktion abgestimmt werden.
Für den U-Bahn-Bau (heutige Linie U8) an der Jannowitzbrücke wurde ab 1927 die Brücke demontiert und verschrottet. Während der langwierigen Bauarbeiten dienten Behelfs- und Abfangkonstruktionen Fußgängern und Straßenfahrzeugen für die Überquerung der Spree. Als der U-Bahn-Tunnel fertig war, wurde von 1930 bis 1932 eine neue Fachwerkbogen-Brücke mit abgehängter Fahrbahn an der gleichen Stelle errichtet. Sie brauchte keine Zwischenpfeiler im Flussbett mehr, war 36,8 Meter breit und 72 Meter lang. Sie bot dem Schiffsverkehr aber trotz der oberhalb der Fahrbahn liegenden Tragkonstruktion nur eine lichte Durchfahrtshöhe von vier Metern, was aus der Anpassung an die Höhenlage des Stadtbahnviadukts resultierte. Diese Höhe war das Mindestmaß aus den Anforderungen der Schifffahrt auf der Spree. Die Brücke wurde 1932 gemeinsam mit dem U-Bahnhof eröffnet. Auch diese Brücke erhielt einen gesonderten Straßenbahnschienenstrang. Sie wurde wegen ihrer Überbreite im Verhältnis zur Brückenstraße damals häufig kritisiert.

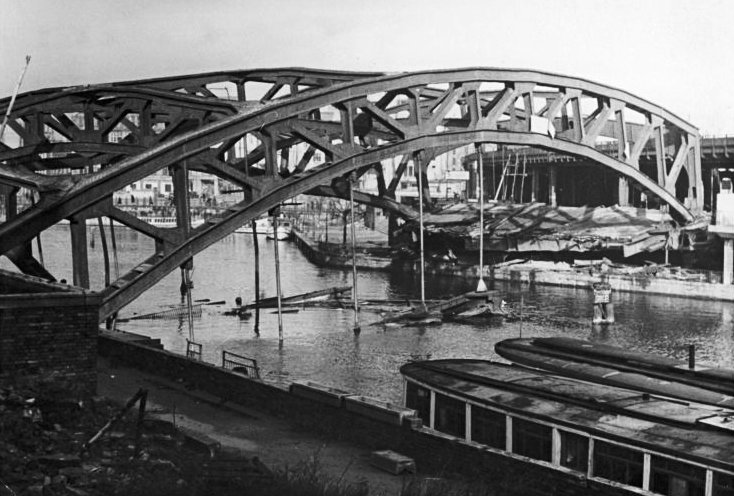
Zerstörte Jannowitzbrücke, 1950

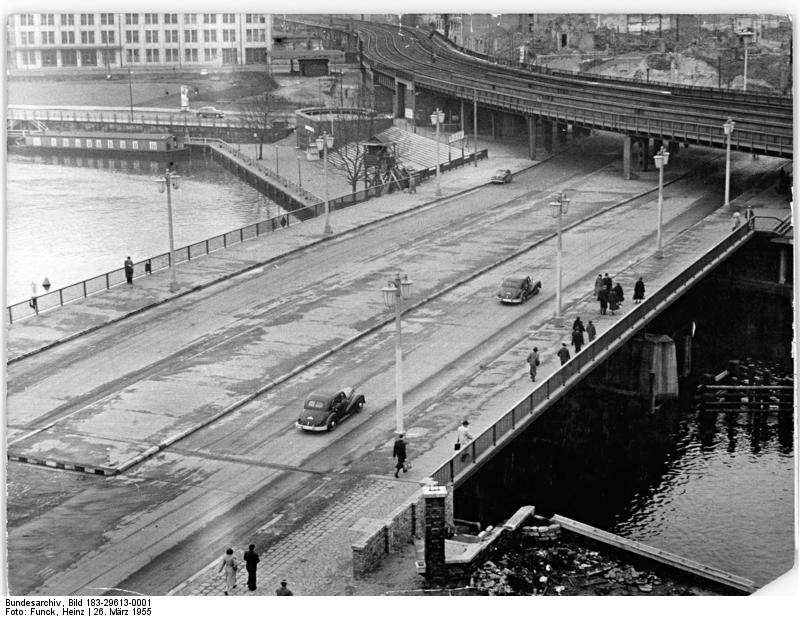
Blick auf die neuerrichtete Brücke, 26. März 1955

Im Zweiten Weltkrieg wurde die Brücke gegen Ende der Schlacht um Berlin gesprengt, um den Vormarsch der Roten Armee zu behindern. Die Trümmer der Fahrbahn stürzten in die Spree.
Die beträchtliche Beschädigung verhinderte einen schnellen Wiederaufbau. Erste Aufräumarbeiten begannen im Oktober 1950; bis Ende 1951 wurden die noch vorhandenen Teile der Brücke demontiert und verschrottet. Die Ost-Berliner Verwaltung gab eine neue Stahlbalken-Deckbrücke in Auftrag, die unter Nutzung der intakten Widerlager die Spree an der alten Stelle überspannen sollte. Ein Strompfeiler musste neu errichtet werden, um den darunter verlaufenden U-Bahn-Tunnel lastfrei zu überbrücken. Außerdem war die 80 Meter lange Konstruktion sehr flach zu halten, um die lichte Durchfahrtshöhe von 4 Metern nicht zu unterschreiten. Von 1952 bis 1954 wurde die wichtige Verkehrsverbindung neu erbaut.
Zusätzlich zu den bisherigen Verkehrsströmen übernahm sie fortan die Aufgaben der wenige Meter flussabwärts liegenden Waisenbrücke, die nach ihrer kriegsbedingten Zerstörung nicht wieder aufgebaut wurde. Die östliche Gehbahn konnte ab 1952 wieder benutzt werden; die Freigabe für den Autoverkehr folgte im Dezember 1954 und für den Straßenbahnverkehr im Oktober 1955. Die Jannowitzbrücke hat ungefähr die gleichen Ausmaße wie ihre Vorgängerin. 1970 wurden die über die Brücke verlaufenden Straßenbahnlinien stillgelegt. 1988/1989 wurde eine Grundinstandsetzung durchgeführt.
Nach der deutschen Wiedervereinigung begannen im September 2005 Arbeiten zur umfassenden Sanierung, die bis Ende September 2007 andauerten. Dabei wurden Leitungen unter der Brücke neu verlegt sowie Schäden am Tragwerk, am Geländer und an den Widerlagern beseitigt. Damit verbunden war eine Verkehrsaufteilung: Beidseitig gibt es seitdem 8,45 Meter breite Gehwege, daneben je zwei Richtungsfahrbahnen von 7,5 Meter Breite, und der Mittelstreifen konnte durch Entfernen der Straßenbahnschienen auf 3 Meter verengt werden.

## Radverkehr
An der Jannowitzbrücke befindet sich seit 2015 eine von 17 in Berlin festinstallierten automatischen Fahrradzählstellen. Unter allen mit einer Zählstelle versehenen Plätzen der Stadt ist die Brücke der am zweitstärksten vom Fahrradverkehr frequentierte Ort.

## Umgebung

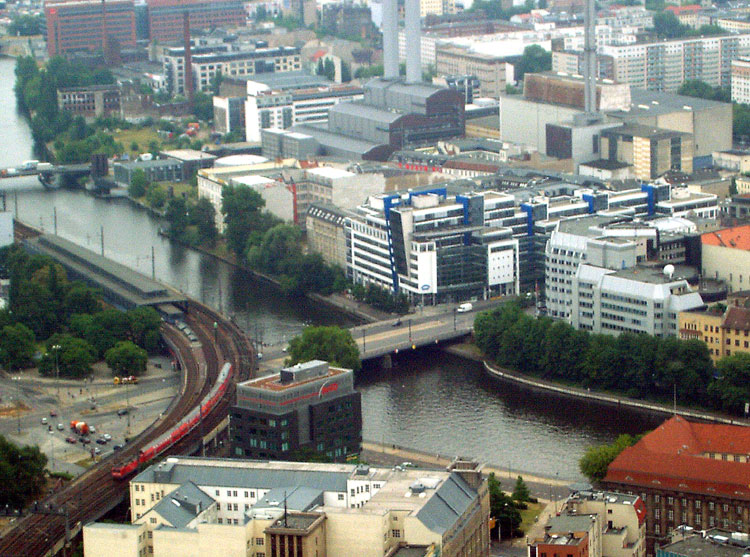
Jannowitzbrücke vom Fernsehturm aus gesehen: links der S-Bahnhof, mittig das Jannowitz-Center, rechts die Chinesische Botschaft, im Vordergrund die Bundesgeschäftsstelle des Sozialverbandes Deutschland

### U-Bahnhof
Am 6. April 1928 wurde die Strecke Schönleinstraße – Neanderstraße der damaligen U-Bahn-Linie D eröffnet. Die Jannowitzbrücke, unter der die U-Bahn-Strecke weiterführen sollte, musste wegen ihres schlechten Zustandes durch einen Neubau ersetzt werden. In diesem Bereich wurden der Tunnel und der U-Bahnhof Jannowitzbrücke angelegt. Am 18. April 1930 eröffnete die BVG den Abschnitt Neanderstraße – Gesundbrunnen mit dem U-Bahnhof Jannowitzbrücke.
Durch die Sprengung im Zweiten Weltkrieg erlitt der Bahnhof kaum Schäden, er wurde jedoch von April 1945 bis zum 15. Juni 1945 geschlossen. Die damalige Linie D, heute U8, nahm als erste aller Berliner U-Bahn-Linien am 16. Juni den Linienverkehr in voller Länge und im Umlaufbetrieb wieder auf.

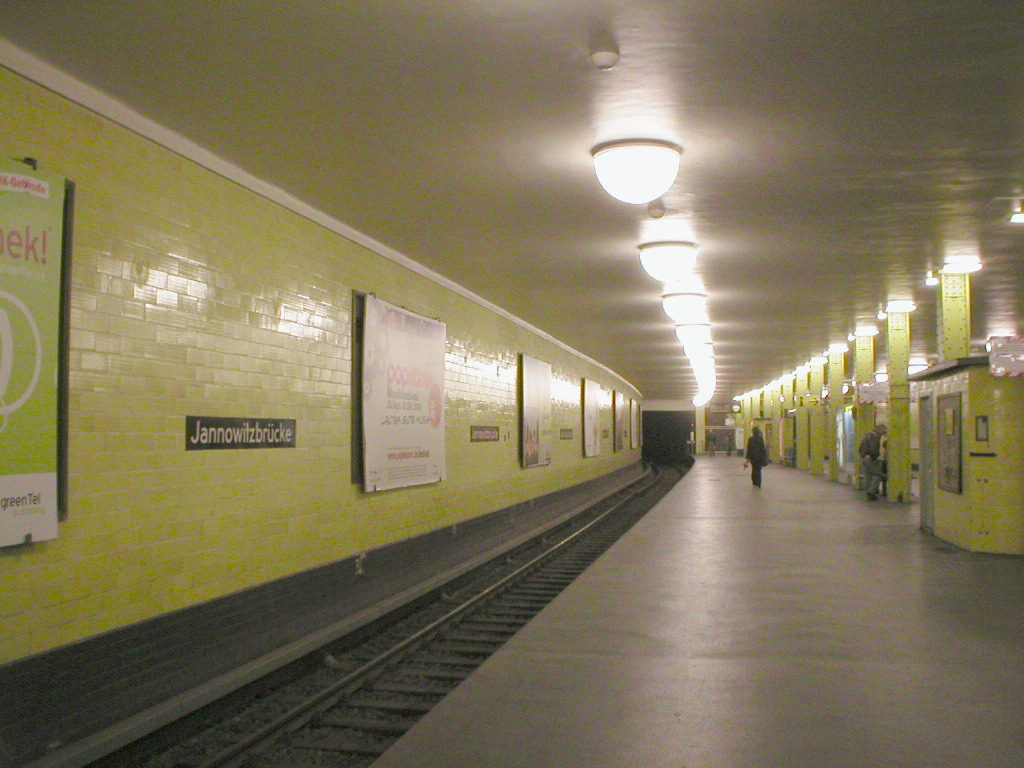
U-Bahnhof Jannowitzbrücke

Als die DDR am 13. August 1961 die Berliner Mauer errichtete, schloss sie die Zugänge zum U-Bahnhof. Die Zugänge zur zwei Ebenen höher fahrenden S-Bahn wurden zugemauert. Die Station war ein „Geisterbahnhof“ geworden. Die Züge zwischen den West-Berliner U-Bahnhöfen Moritzplatz und Voltastraße durchfuhren den Bahnhof ohne Halt.
Im Herbst 1989 bekam der U-Bahnhof Jannowitzbrücke eine neue Bedeutung. Bereits zwei Tage nach dem Mauerfall, am 11. November, öffnete die DDR den U-Bahnhof als Grenzübergangsstelle, wozu sich das zwischen U-Bahn und S-Bahn befindliche Zwischengeschoss eignete. Die Ost-Berliner, die mit der S-Bahn angereist waren, erhielten mit der U-Bahn Zugang zum Nahverkehrssystem West-Berlins.
Im Jahr 2004 erfolgten eine Deckensanierung des Bahnhofs sowie eine Vervollständigung mit dem Fahrgastinformationssystem „Daisy“.  2009 begann die BVG mit umfangreichen Rekonstruktionsarbeiten des U-Bahnhofs Jannowitzbrücke, die Ende 2011 abgeschlossen wurden.

### S-Bahnhof

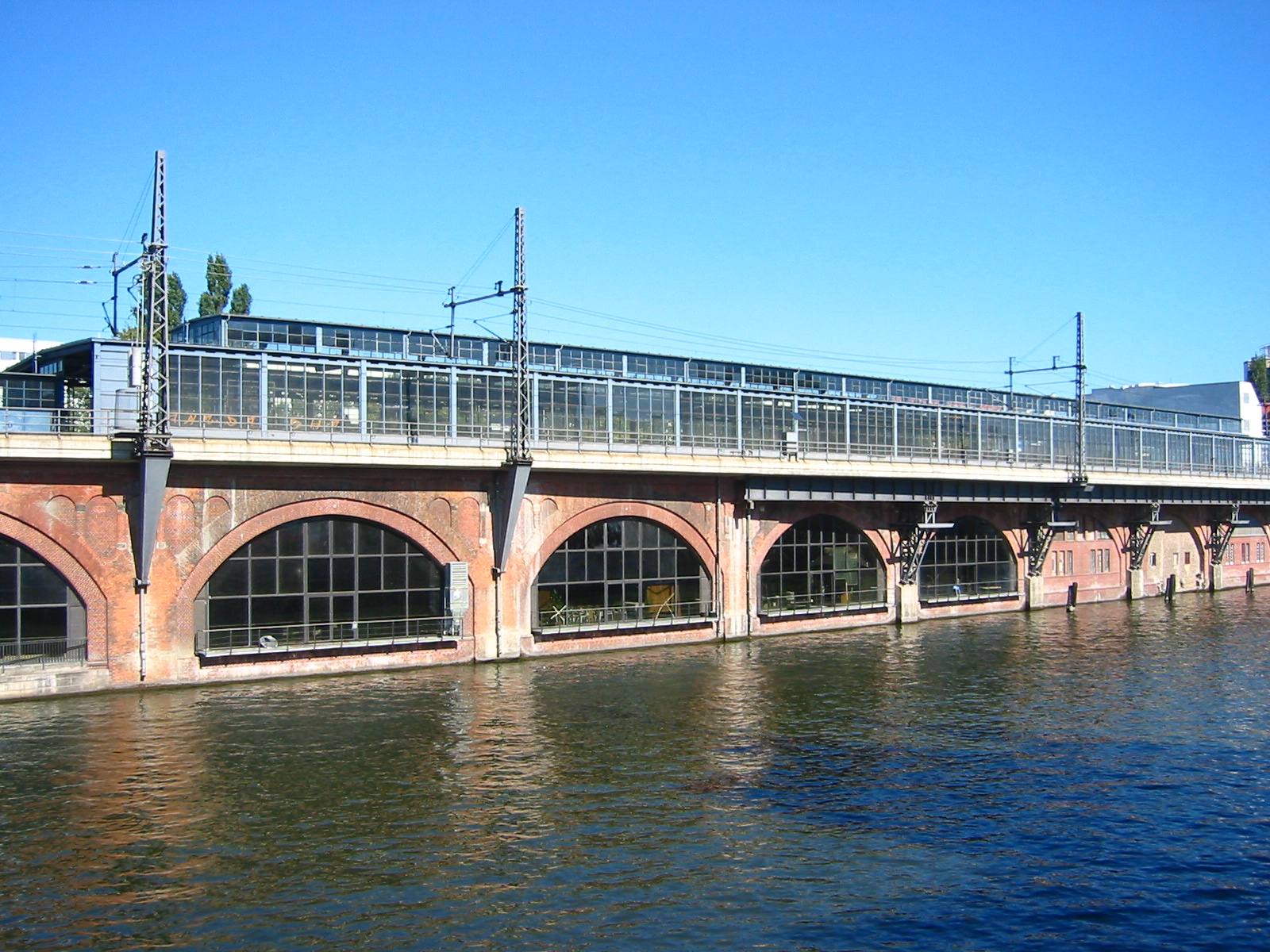
S-Bahnhof Jannowitzbrücke am Spreeufer, 2005

Als zwischen 1881 und 1883 die Jannowitzbrücke neu errichtet wurde, entstand auch ein Vorortbahnhof (noch ohne Halle) auf dem Stadtbahnviadukt. Wegen Fahrgastbeschwerden beschloss man 1885, eine Halle zwischen den Vorort- und Fernverkehrsgleisen zu bauen. Für das neue elektrische S-Bahnsystem, das ab 1928 auch auf der Stadtbahn fahren sollte, ließ die Reichsbahn den bestehenden Bahnhof abreißen und durch einen Neubau nach Plänen von Hugo Röttcher in seiner heutigen Form bauen. Schließlich fuhren ab dem 11. Juni 1928 auch S-Bahnen in die neu errichtete Station ein.
Infolge der Kriegsereignisse war der S-Bahnhof zwischen April 1945 und dem 15. November 1945 außer Betrieb. Bei der Errichtung der Berliner Mauer am 13. August 1961 wurden sämtliche Verbindungen zur U-Bahn verbaut, der Bahnhof Jannowitzbrücke war nur noch eine einfache S-Bahn-Station, keine Umsteigestation mehr. Nur wenige Tage nach der Maueröffnung war es hier am 11. November 1989 wieder möglich, zwischen der S-Bahn und der U-Bahn umzusteigen. In den Jahren 1994 bis 1996 stand eine gründliche Sanierung der S-Bahn-Station an. Dazu fuhren die S-Bahnen auf den zeitweise stillgelegten Fernverkehrsgleisen an der S-Bahn-Halle vorbei, die mit einem Aufzug und mehreren Rolltreppen modern ausgestattet wurde. In einigen zuvor zugemauerten Stadtbahnbögen, die in die Bahnhofshalle einbezogen werden konnten, fanden Handelseinrichtungen und Restaurants ihren Platz.

### „Jannowitz-Center“

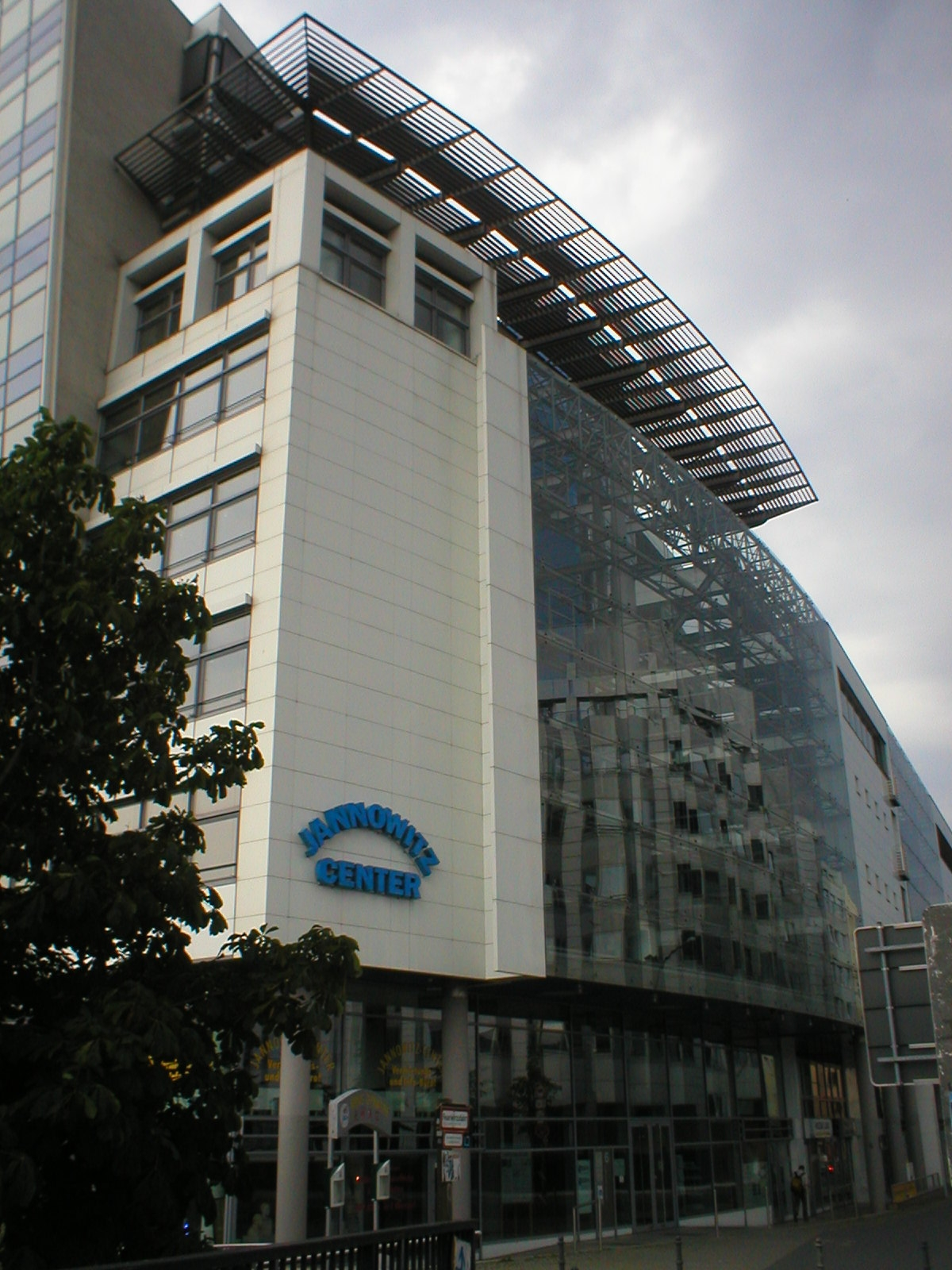
Jannowitz-Center

1997 wurde gegenüber dem S-Bahnhof am anderen Spreeufer das Jannowitz-Center nach Plänen der Architekten Hentrich-Petschnigg errichtet. Das Gebäude mit einer Gesamtfläche von rund 30.000 m² wird durch Einzelhandelsgeschäfte und Büros genutzt. Das Jannowitz-Center hat Konkurrenz durch große Bürobauten des in der Nähe liegenden Alexanderplatzes, durch das neue Einkaufszentrum  Alexa in der Alexanderstraße (2007 eröffnet) und durch den ebenfalls nur eine S-Bahn-Station entfernt liegenden Ostbahnhof mit seinem großen Angebot an Geschäften.

### Chinesische Botschaft

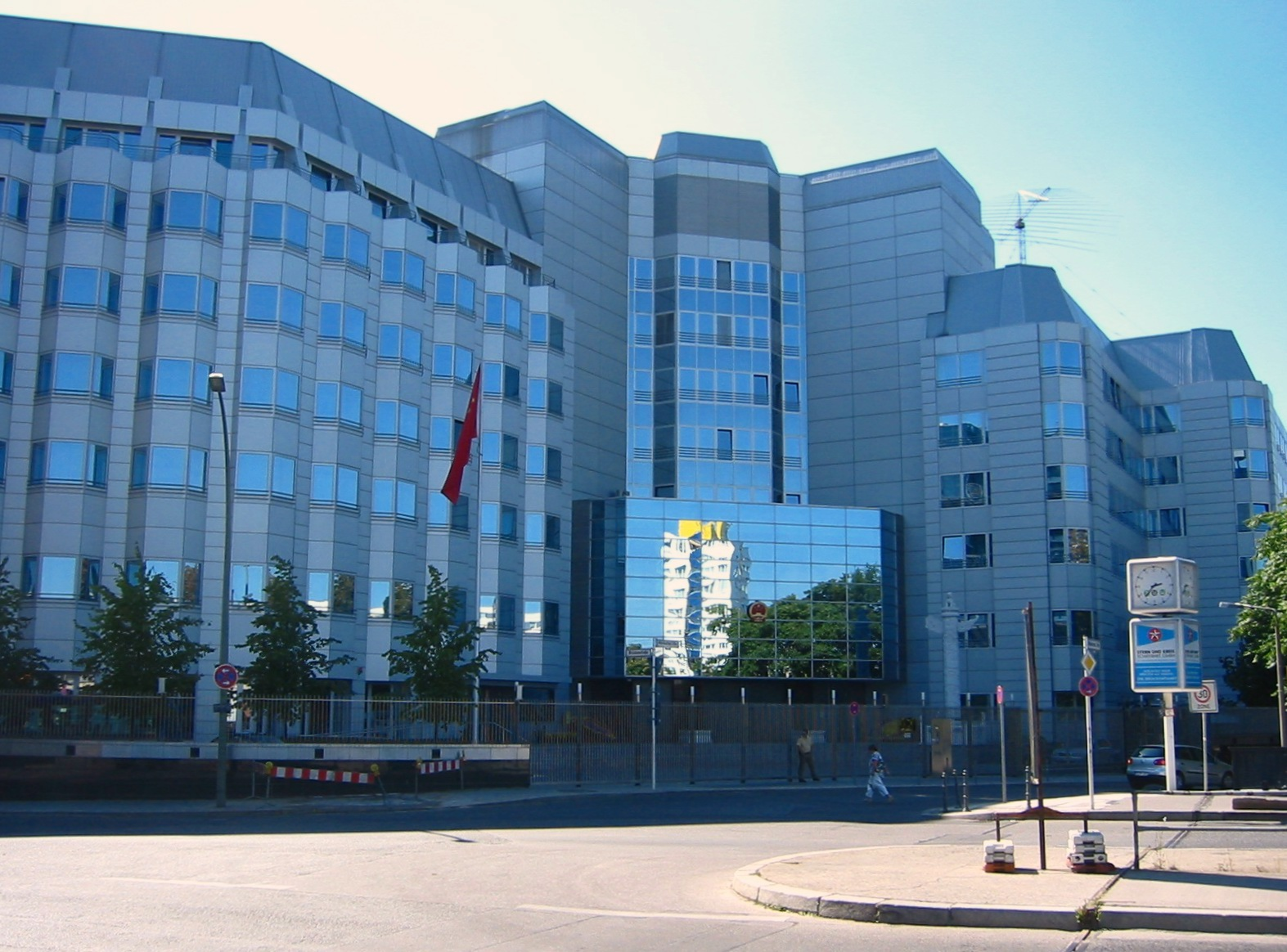
Chinesische Botschaft

Der südlich der Spree über Eck stehende Gebäudekomplex wurde 1988 nach Plänen von Jens Ebert als Sitz des Bundesvorstandes des FDGB errichtet. Nach der politischen Wende und der Abwicklung des Gewerkschaftsbundes wurde das Haus zu einem Kongresszentrum umgebaut, das jedoch bald aufgegeben wurde. Nach dem Hauptstadtbeschluss 1991 zog die Chinesische Botschaft 1999 nach Berlin in dieses Gebäude und sanierte es in den folgenden Jahren. Seitdem schmücken eine neue, silberne Außenfassade, viele Bäume und ein chinesischer Löwe das Gebäude. Ein zusätzlicher Hochsicherheitszaun garantiert die Sicherheit für die diplomatische Vertretung der Volksrepublik China. Direkt neben dem Hauptgebäude wurde als Visa-Stelle ein zusätzliches Haus erbaut.

## Kunst und Kultur

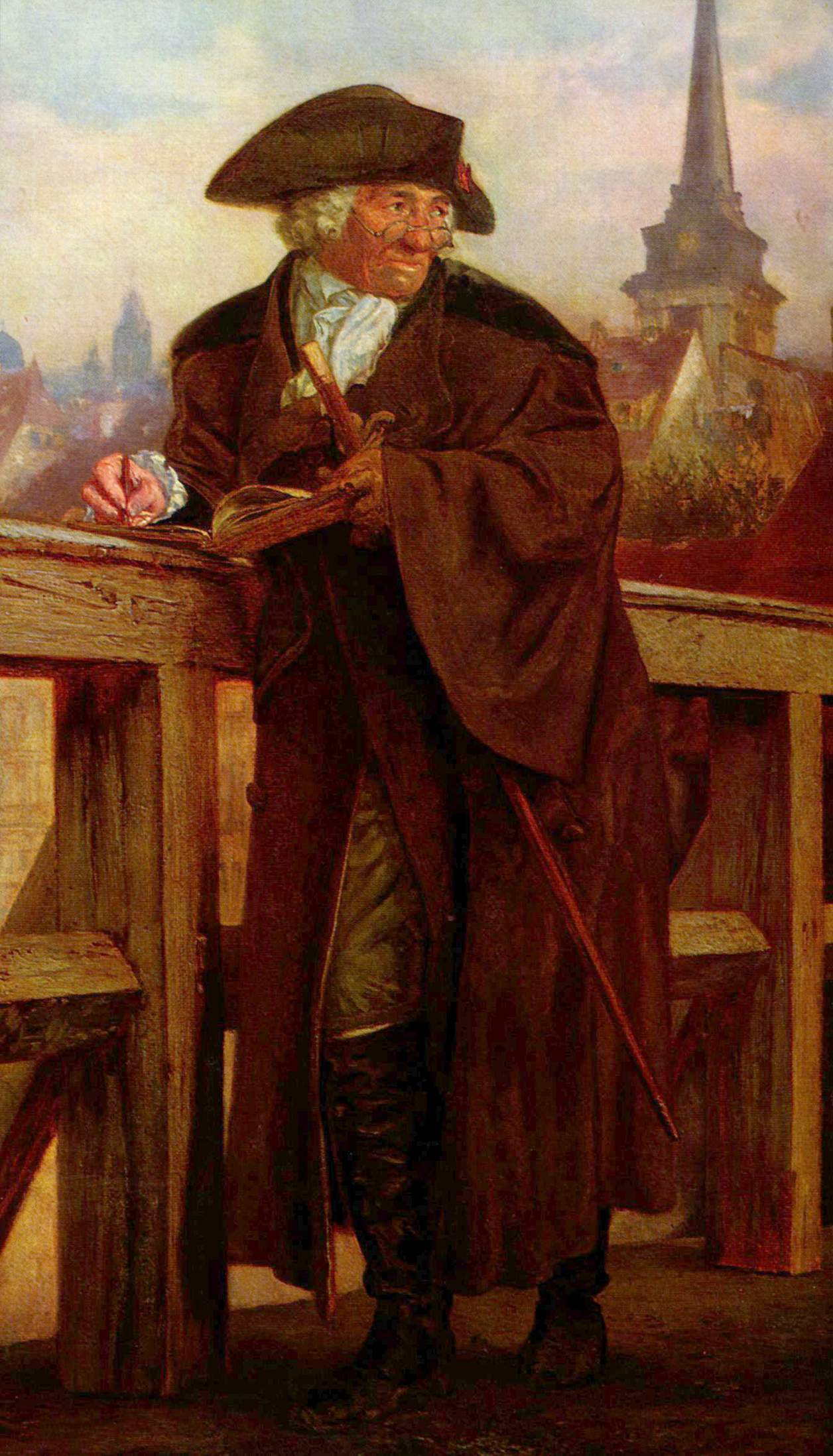
Adolph von Menzel: Daniel Chodowiecki auf der Jannowitzbrücke
(im Hintergrund der Turm der Parochialkirche)
Gemälde von 1859

Adolph Menzel schuf 1859 das Gemälde Daniel Chodowiecki auf der Jannowitzbrücke. Menzel nahm sich darin die künstlerische Freiheit, den 1801 gestorbenen Kupferstecher Daniel Chodowiecki auf der 1822 aus Holz errichteten Jannowitzbrücke beim Zeichnen darzustellen. Menzels Botschaft lautete: „Chodowiecki lebt!“ Das großformatige Bild war sein Geschenk an den sich neu konstituierenden Verein Berliner Künstler.
In einem Antiquariatskatalog ist ein Holzstich Die Jannowitzbrücke mit Ausflugsdampfer und Booten aus dem Jahr 1885 nach Wilhelm Geißler enthalten.
In den Stadtbahnbögen 45 bis 50 – unmittelbar an der Jannowitzbrücke – befindet sich die Kunstgalerie Univers. Hier stellten anlässlich der Berlin-Biennale 2001 die Künstler Carlos Amorales, Fiona Banner, David Claerbout, Kendell Geers, Little Warsaw (András Gálik / Bálint Havas) und Henrik Håkansson ihre Werke aus.
Die Berliner widmeten der Brücke ein Spottgedicht, das in verschiedensten Varianten überliefert ist. Ihnen ist – abgesehen in Parodien auf dieses Gedicht – durchweg gemein, einen Mückenmord auf der Brücke zu beschreiben. Eine der kürzesten Fassungen lautet:
Herr Mücke und Frau Mücke trafen sich auf der Jannowitzbrücke,

da nahm Herr Mücke die Krücke und schlug Frau Mücke in tausend Stücke.

Das war der Mord auf der Jannowitzbrücke.